# لي مي جين
وٌلدت الاختصاصية النفسية لي من جين في شهر سبتمبر من عام1958، وتعمل ك دكتورة جامعية في جامعة الشعب للأمن العام بالصين، في تخصص علم نفس الجرائم. وهي عضو في لجنة أكاديمية الشرطة، ونائب رئيس مركز بحوث جرائم الشباب. ومساعد رئيس لجنة علم النفس القانوني، وهي قائد فريق دراسات عليا المختص في البحث في علم نفس الجرائم.
```
دكتورة جامعية مرموقة بجامعة الشعب للأمن العام بالصين، وخبيرة من الدرجة الثانية.
[
1
]
```

سيرتها الذاتية
وٌلدت عام 1958، وهي من مواليد برج العذراء، من خلال خبرتها في مجال علم نفس الجرائم، وأبحاثها العديدة في هذا المجال، بل وغيره من المجالات أيضاً، قامت بنشر كتابها ( علم نفس الجرائم)عام 1999. دائماً ما تُجرى لها مقابلات صحفية عند حدوث أي جريمة في بر الصين الرئيسي. وتُبدأي رأيها وتقييمها وتحليلها النفسي للشخوص المشكوك في أمرها.
الجدلات
فسرت لي مي جين
قضية قتل الطبيب الصيدلي شين للفتاة الصغيرة بعدة طعنات حتى الموت بأنه ولأن القاتل يجيد عزف البيانو، لذلك يده معتادة على الحركات السريعة المستمرة، عقَبت قائلة أن عزف البيانو والقتل متشابهان كثيراً . إن أخذه للسكينة وطعنه الفتاة الصغيرة، ما هو إلا تنفيس عن غضب وظلم كبير. فتعثرت يداه، وقام بحركات تشبه جركان العزف على البيانو.
تخرجت لي من قسم الفلسفة بجامعة الشعب الصينية عام 1977 ، ولكن بسبب تشكيك الصحافة الإلكترونية في صحة هذا الحدث. أغلقت جامعة الشعب أبوابها قهراً لمدة سبع سنوات منذ عام 1970 حتى عام . ثم بعدما قامت مواقع الحكومة الإلكترونية بالتفتيش اكتشفت أنها ليست الجامعة التي تخرجت فيها لي، فهي خريجة قسم الفلسفة جامعة الشعب الصينية لعام 1977.
المراجع